# CDC13

## Definición
La Cdc13 es una proteína multifuncional de unión al ADN monocatenario telomérico. Esta proteína se encuentra localizada en el cromosoma IV y forma parte del complejo CST_complex (ubicado en la región telomérica del cromosoma), junto con las proteínas Stn1 y Ten1. Está involucrada en la regulación positiva de la replicación de los telómeros de levadura Saccharomyces cerevisiae para mantener su integridad.
Aunque las proteínas Stn1 y Ten1 están presentes en diferentes especies, la proteína Cdc13 está presente en levaduras y no en humanos. Se ha propuesto que la proteína Ctc1 en los humanos, es la equivalente a la Cdc13. Pese a ser su homóloga, la proteína Cdc13 y la Ctc1 difieren parcialmente tanto en organización de los Dominios asociados topológicamente como en la secuencia. En adición, a diferencia de la Ctc1, la proteína Cdc13 tiene la capacidad de llevar a cabo funciones independientemente del resto del complejo CST, mientras esto no ha podido ser demostrado todavía en la proteína Ctc1.

## Nomenclatura
El nombre estándar de la proteína Cdc13 corresponde a las siglas en inglés de Cell Division Control protein 13, aunque el nombre sistemático de la proteína es YDL220C. 

## Propiedades químicas
Tiene un punto isoléctrico de 6,55.
Presenta una abundància media de moléculas por célula de 319 +/- 231.
El extremo N-terminal de este péptido juega un papel importante en la activación de la proteína. Esto se debe a que este extremo interacciona con la subunidad catalítica Pol1p del ADN-polimerasa. También interacciona con Est1p, una subunidad esencial de la telomerasa.

## Estructura
Se desconocen muchos parámetros de la proteína Cdc13. Aunque se conocen varios aspectos y diferentes características de la proteína; muchos de estos parámetros están poco definidos.
La proteína está compuesta por 927 aminoácidos los cuales incluyen 4 dominios OB-fold (Oligosaccharide/Oligonucleotide-binding folds). Estos dominios son barriles β de cinco láminas que se unen a cadenas monocatenarias de ADN y polipéptidos.
Una correcta estructura de Cdc13 es fundamental para reconocer adecuadamente secuencias heterogéneas ricas en los nucleótidos GT con una afinidad extremadamente fuerte y una especificidad elevada.
Una característica que se observa en todas las proteínas Cdc13 es la indeliberada homodimerización debida al OB-fold más cercano al extremo N-terminal, que está implicado en muchos procesos relacionados con la regulación de la longitud de los telómeros. Por otro lado, el dominio OB2 (el segundo OB-fold empezando desde el extremo N-terminal) parece no estar implicado en la unión al ADN telomérico o a la Stn1, pero sí que influye en la correcta funcionalidad del complejo CST.
La proteína Cdc13 es necesaria para la localización, replicación y protección de los telómeros. Cdc13 se encuentra en el extremo 3’ del ADN monocatenario telomérico gracias al tercer dominio OB-fold "Dominio de Unión al ADN" (DNA Binding Domain), que tiene una gran afinidad hacia ADN telomérico corto y monocatenario. Finalmente, aunque no se ha descrito la estructura del dominio en el extremo C-terminal, se sospecha que también es un OB-fold involucrado en la dimerización de la Cdc13 y la unión al ADN.
El ssDNA envuelve completamente una cara del OBfold de forma desigual y espesa. Los aminoácidos aromáticos, básicos e hidrofóbicos influyen de forma importante en la unión entre la proteína y el ssDNA.
El complejo Cdc13-DBD/ssDNA es complementario a las interacciones en los complejos Pot1 de unión terminal de los telómeros de Oxytricha nova y Schizosaccharomyces pombe.
Al ponerse en contacto con cinco de los 11 nucleótidos de ADNss, el bucle beta2-beta3 grande y ordenado es crucial para la formación de complejos y es una elaboración única del modo de unión comúnmente observado en las proteínas OB-fold.
La Cdc13 presenta un dominio de organización parecido a RPA70. Aun así, las estructuras del OB-fold de Cdc13 presentan diferencias importantes con sus homólogos en RPA70, lo que sugiere un origen de evolución divergente.

## Funciones
Una de las funciones del Cdc13 es la regulación de secuencias teloméricas. Este procedimiento lo puede llevar a cabo mediante la formación de dímeros a partir de la interacción entre los dominios OB-fold2 (OB2). Esta formación de dímeros permite estimular la unión de OB3 a las secuencias teloméricas, dando así lugar el despliegue de la estructura secundaria del ssDNA (ADN monocatenario).
Otra de sus funciones es, a través de la incorporación de telomerasa en los telómeros, facilitar la replicación de los extremos de los cromosomas con la ayuda de Stn1 y Ten1 resguardándolos del ataque de los nucleótidos. De esta forma, participa en la adhesión al genoma. La proteína Cdc13 debe situarse en los extremos de los cromosomas, proceso que es regulado por el extremo C-terminal.
Además, se sabe que la Cdc13 tiene una actividad no específica de unión al ADN monocatenario. Se hipotetiza que esta propiedad es importante para regular el acceso de la telomerasa a los telómeros y para la presencia de primers en los telómeros durante la replicación de la cadena rezagada del ADN.

## Mutaciones
Existen varios alelos sensibles a la temperatura de la Cdc13 que están directamente relacionados con la producción de cromosomas inestables en la replicación del ADN. Por ejemplo, el alelo Cdc13F684S se inactiva a los 30 °C, y el Cdc13-1, a los 26 °C. A partir de las temperaturas de restricción, la proteína no puede ejercer su función, lo que implica que los telómeros son reconocidos como ADN dañado.
La mutación repentina de Cdc13-1 es extremadamente sensible a la temperatura. Asimismo, Cdc13-1 es apta para el recubrimiento de los telómeros a temperatura permisiva (23°) aunque deficiente a temperatura no permisiva (>26°). En las células que contienen Cdc13 cultivadas a ≥26°, los telómeros se descubren y se identifican como lugares de daño en el ADN, provocando una respuesta de punto de control.
Además, Cdc13-1 tiene una función informativa al identificar genes cuyos productos funcionan en telómeros sin tapar y en la respuesta al daño del ADN. Por ejemplo, Cdc13-1 fue utilizada para confirmar que Mec1, Mec3, Rad53 (Mec2), Rad17 y Rad24 participan en el control del punto de control de daños en el ADN.
En el momento en que Cdc13 es defectuoso, el paso por la fase S provoca ssDNA dependiendo de Exo1 y cromosomas inestables (causa de eventos adicionales de inestabilidad cromosómica). La inestabilidad del genoma es debida a un defecto en la función de Cdc13 durante la replicación del ADN.
Otra variante de la Cdc13 es la Cdc13-2, producida por la mutación Cdc13-E252K, que afecta el dominio de reclutamiento, implicado en la unión de la telomerasa a los telómeros

## Modelo de ciclo celular

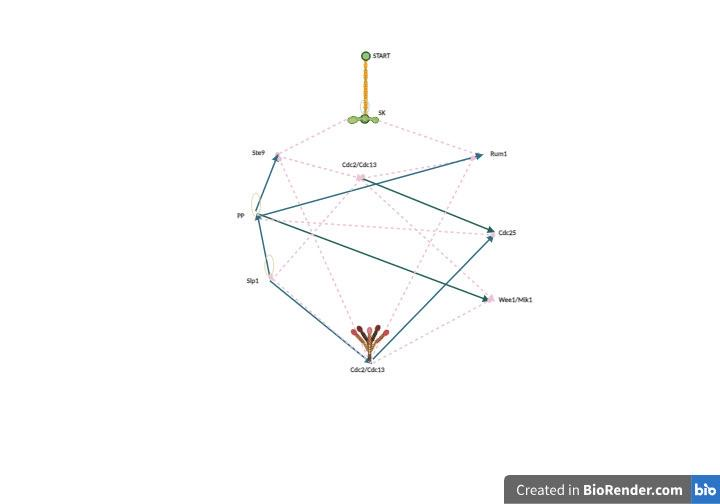
Esquema del ciclo celular de la proteína Cdc13.

Cdc13 presenta dos estados distintos de la misma proteína: Cdc2/Cdc13, la cual es una proteína primaria que se implica en el control del ciclo celular. El grupo de proteínas reguladoras Slp1, Rum1, Ste9, la proteína fosfatasa (PP), Weel y Mik1 influyen negativamente en el complejo Cdc2/Cdc13.
Cada agente (complejo) pertenece a una raza diferente y en total hay diez agentes (Start, SK, Cdc2 / Cdc13, Ste9, Rum1, Slp1, Rum1, Ste9, la proteína fosfatasa (PP), Weel y Mik1). Los dos últimos al tener una misma función se incluyen en el mismo complejo.
Los agentes pueden ser activos o inactivos, participando o no de su función biológica dentro del ciclo celular. El movimiento intercelular de los agentes depende de una función al azar (característica estocástica).
La relación entre los diversos agentes pueden ser de activación, inhibición o las dos simultáneamente. Un proceso de activación generará un cambio de 0 a 1 en la propiedad de otra proteína, mientras que un proceso de inhibición generará un cambio de 1 a 0. 
La autodegradación se da entre el agente con él mismo y se produce un cambio de 1 a 0 en la propiedad de la misma proteína. Es imprescindible que la primera proteína esté activa para que pueda ocurrir la interacción.

## Complejo CST y activación
Las proteínas del complejo CST interaccionan entre sí para realitzar sus funciones. En el caso de los humanos, el complejo CST está formado por Ctc1-Stn1-Ten1 , mientras que en  las levaduras su composición es Cdc13-Stn1-Ten1.Este complejo en la levadura Saccharomyces cerevisiae contribuye al mantenimiento del genoma a partir del proceso de telomere capping y regulando el acceso de la ADN polimerasa alfa-primasa. En el telomere capping, que consiste en la protección de los telómeros de la degradación y de ser reconocido como ADN dañado, la Ten1 limita la degradación del extremo 5’, de modo que evita que sobresalga una secuencia de ADN monocatenario en el telómero. Además, promueve la unión de la Cdc13 al ADN para regular negativamente la longitud de los telómeros a partir de la inhibición de la extensión de los primers.
Dentro del complejo CST, la proteína Cdc13 es la proteína monocatenaria con mayor afinidad al ADN telomérico y a la unión de los telómeros, a diferencia de la Stn1 y Ten1; las cuales son reclutadas a los telómeros mediante el contacto directo con Cdc13. Estas proteínas presentan funciones independientes a la Cdc13. El extremo amino de Stn1 forma parte de la unión de Ten1, mientras que su extremo carboxilo interactúa con el Cdc13.
La proteína Cdc13 se asocia al telómero durante la fase S, fase en donde la célula sintetiza una copia completa del ADN en su núcleo, lo cual está relacionado con el aumento de la cadena G del ADN observado en los telómeros de las levaduras. Debido a esto es capaz de participar en la regulación de la telomerasa. Esta regulación fue comprobada con la identificación de la mutación Cdc13-2, la cual tenía el defecto de una cadena de ADN con déficit de telomerasa.
El mecanismo de acción de la proteína Cdc13 define el reclutamiento de la telomerasa a los extremos cromosómicos además de su actividad enzimática. Mientras la proteína Cdc13 esté unida a las terminaciones cromosómicas; la proteína reclutará telomerasa como resultado de la unión entre Cdc13 y una subunidad de la enzima. 
Además, la Cdc13 presenta un dominio de alta afinidad al ADN denominado Cdc13 (DBDCDC13). Este dominio unido a una subunidad de telomerasa puede resultar en la elongación de los telómeros sin necesidad de involucrarse en la actividad de reclutamiento de telomerasa de la misma proteína. 
La unión de este dominio junto con la proteína reguladora Stn1 es suficiente para eliminarla mutación de la proteína Cdc13-2. Por lo tanto, Stn1 sería la principal encargada proporcionar protección a la terminación del cromosoma, mientras que la proteína Cdc13 proporciona una plataforma para incorporar diferentes complejos proteicos que participarán en los procesos de protección a las terminaciones y la replicacion de los telómeros.